# Loupershouse
 Loupershouse  es una población y comuna francesa, en la región de Lorena, departamento de Mosela, en el distrito de Sarreguemines y cantón de Sarreguemines-Campagne.

## Demografía
| 776 | 776 | 826 | 853 | 850 | 893 |
| Para los censos de 1962 a 1999 la población legal corresponde a la población sin duplicidades (Fuente: INSEE [Consultar]) |     |     |     |     |     |